# Fenazopiridina
A fenazopiridina, comercializada sob o nome comercial Pyridium, entre outros, é um medicamento usado para amenizar o desconforto causado pela infecção do trato urinário, cirurgia ou lesão do trato urinário. No caso da infecção do trato urinário, pode ser usado junto com antibióticos durante os dois primeiros dias. É tomado por via oral.
Os efeitos colaterais podem incluir urina e outros fluidos corporais alaranjados. Outros efeitos colaterais podem incluir pele amarelada, metemoglobinemia, sulfemoglobinemia e anemia hemolítica. O uso não é recomendado para pessoas com problemas renais ou hepáticos. Não há evidências de malefícios durante a gravidez. Não é recomendado durante a amamentação. A fenazopiridina é um corante azo e seu funcionamento não foi totalmente estabelecido.
A fenazopiridina entrou em uso médico na década de 1930.  Pode estar disponível como medicamento genérico e de venda livre. Nos Estados Unidos, seis doses de 200 mg custavam cerca de 8 dólares em 2020. Não está facilmente disponível no Canadá desde 2015, embora algumas farmácias o produzam.